# أسود القبعة
أسود القبعة (بالإنجليزية: Black hat)‏ هو الشرير أو الرجل السيئ, خصيصاً في أفلام الغرب الأمريكي (Western) مثل هذه الشخصية التي ترتدي قبعة سوداء
على النقيض من الأبطال ذوي القبعة البيضاء وغالبا ما تُستخدم هذه العبارة مجازيا في الحوسبة حيث تعود إلى المخترق الذي يقتحم الشبكات أو الحواسيب أو يصنع فيروسات الحاسوب للتخريب أو الحصول على المال
كما أيضا تستخدم كمصطلح لمدرسة استخدام الوسائل غير النزيهة في تحسين المواقع بمحركات البحث دونا عن غيرها.

## اشرار القبعة السوداء البارزة في الأفلام
- جاك بالانس
- لي مارفين
- Lee Van Cleef
- ليو غوردون
- والاس بيري
- Henry Fonda